# Victor Sköld
Kjell Victor Sköld (Kalmar, 31 luglio 1989) è un calciatore svedese, attaccante del Landvetter IS.

## Biografia
Suo padre, Kjell Johansson, fece 15 presenze come portiere del Västra Frölunda nel corso dell'Allsvenskan 1995.

## Carriera

### Club
A livello giovanile si è diviso tra l'Holmalunds IF della cittadina di Alingsås e il più blasonato Elfsborg. Con i gialloneri ha vinto la Gothia Cup (un torneo internazionale di calcio giovanile) nel luglio 2008, ma nello stesso anno è stato impiegato anche in un'occasione in prima squadra durante l'incontro di Coppa di Svezia vinto 2-1 contro l'Ängelholm.
Nel 2010 ha avuto la sua prima vera esperienza in una formazione senior, l'FC Trollhättan: ha chiuso la stagione con 9 reti in 28 presenze in Superettan, le quali non sono bastate per evitare la retrocessione del club. È rimasto in rosa per un ulteriore anno, nel campionato di Division 1.
Nel 2012, con il passaggio al Falkenberg, è ritornato a calcare i campi della Superettan. Al primo anno in maglia gialla ha segnato 7 reti. L'anno successivo è esploso, tanto da laurearsi capocannoniere del campionato con 20 gol realizzati, i quali hanno aiutato il Falkenberg a chiudere al 1º posto e a conquistare la prima storica promozione in Allsvenskan.
Tuttavia, nel corso di quella stagione, durante l'estate, era già stato formalizzato il suo trasferimento a parametro zero all'Åtvidaberg a partire dal successivo mese di gennaio. Il 21 aprile 2014, contro il Gefle alla 5ª giornata, ha realizzato la sua prima rete in Allsvenskan e ha fissato il punteggio sul 2-2.
Nel luglio 2015 l'Åtvidaberg ha ricevuto un'offerta per Sköld da parte dell'IFK Göteborg: considerata anche la salvezza difficilmente raggiungibile e il contratto in scadenza del giocatore, la proposta di trasferimento è stata accettata.
A Göteborg però Sköld non ha mai trovato realmente spazio, così nel luglio 2016 è stato ceduto all'Örebro SK, squadra che era in cerca di un sostituto per il partente Karl Holmberg. Nei due anni e mezzo trascorsi in bianconero ha collezionato 51 presenze in Allsvenskan, partendo però spesso dalla panchina, specialmente nelle stagioni 2017 e 2018.
Raggiunta la scadenza contrattuale con l'Örebro, Sköld è sceso a giocare nella seconda serie nazionale con la maglia dell'Örgryte, altra squadra della città di Göteborg, con cui ha firmato un contratto per l'annata 2019 con anche un'opzione per un secondo anno. A metà maggio, durante il match casalingo contro il Varberg, si è infortunato al legamento crociato ed è stato costretto a rimanere dai campi per alcuni mesi, chiudendo anzitempo la stagione. Nonostante l'incidente, Sköld ha rinnovato con l'Örgryte il contratto in scadenza il 31 dicembre 2019, anche se il prolungamento aveva una durata di pochi mesi, gran parte dei quali consistono nel precampionato). L'11 giugno 2020 – quando il campionato doveva ancora iniziare a causa del rinvio per pandemia di COVID-19 – il club ha comunicato l'intenzione di non rinnovare il contratto di Sköld, il quale non ha risparmiato critiche alla società. Nello stesso mese, Sköld è sceso di un'altra categoria per accasarsi al Linköping City in terza serie.

### Nazionale
Ha giocato nella nazionale svedese Under-19.

## Palmarès

### Club

#### Competizioni nazionali
- Superettan: 1

Falkenberg: 2013

### Individuale
- Capocannoniere della Superettan: 1

2013 (17 reti)